# Cal Blanco (Vinaixa)
Cal Blanco és una casa de Vinaixa (Garrigues) protegida com a bé cultural d'interès local. Avui en dia és un centre cívic que acull el centre de serveis i la biblioteca.

## Descripció
És un habitatge fet en un terreny en desnivell, així s'entra a peu pla des del jardí al qual a la façana principal és un semisoterrani; per sobre hi ha dues plantes més i el terrat. Està fet de pedra i maó a les zones destacades a l'exterior i amb algunes parts ceràmiques als interiors, tret típic del constructor.
Les obertures són grans allindades a excepció de les del primer pis de la façana principal, al centre hi ha un gran arc escarser i als laterals, falsos arcs apuntats fets per aproximació de filades. El terrat té una barana balustrada de pedra amb remats en forma de punta de fletxa. Com a remat de l'edifici hi ha una petita torre amb obertures d'angles molt pronunciats i coberta de teula àrab a quatre aigües. Proliferen els motius que evoquen de quatre barres amb diversos materials evocant la senyera, ja que era una família marcadament nacionalista.

## Història
L'habitatge es feu en un hort propietat del matrimoni Francisco Aixalà Carré i Maria Solanes Rubió. Durant la república la casa serví de magatzem per abastar bona part de la comarca, es repartien productes diversos, des de roba fins a queviures, etc. Amb l'entrada de les forces nacionals es produí una forta repressió, també entre els propietaris del solar. En morir el matrimoni Aixalà passà al fill gran que hi visqué fins a la seva mort el 1963, després passà a una neboda i més tard, a la seva filla. Actualment, però, és propietat municipal i la casa està tancada des de 1975.
Joan de Riudoms, constructor de l'edifici, és responsable d'altres construccions a la mateixa localitat com ara el Centre Republicà o bé Cal Xàtima. Per motius econòmics la família no acabà mai les obres, així per exemple, les obertures de la façana principal del primer pis haurien de ser balcons degut a la seva grandària, però no s'arribaren a posar les baranes.